# Gonzalo Pérez de Vargas
Gonzalo Pérez de Vargas Moreno (* 10. Januar 1991 in Toledo) ist ein spanischer Handballtorwart.

## Vereinskarriere
Der 1,90 m große und 84 kg schwere Torhüter begann mit dem Handballspiel in seiner Geburtsstadt Toledo bei Amibal Toledo. 2007 wechselte er in die Jugendabteilung des FC Barcelona. Bei diesem Verein debütierte er am 19. September 2009 in der Spielzeit 2008/2009 der Liga Asobal sowie am 20. Februar 2010 in der EHF Champions League. Mit dem FC Barcelona gewann er die Meisterschaft, den Königspokal und den Ligapokal sowie die EHF Champions League der Spielzeit 2010/2011. Zur Saison 2011/2012 wurde er für zwei Jahre an BM Granollers ausgeliehen.
Die Saison 2013/2014 spielte Pérez de Vargas in Frankreich beim Verein Fenix Toulouse Handball, mit dem er einen Dreijahresvertrag hatte. Sein Team belegte den 6. Platz in der ersten französischen Liga.
Zur Saison 2014/2015 kehrte er als Ersatz für Arpad Šterbik nach Barcelona zurück. Seitdem gewann er in Spanien mit seinem die Liga dominierenden Team alle Titel in Meisterschaft und Pokal sowie weitere Male die Champions League. Im Februar 2025 zog er sich in einem Ligaspiel einen Kreuzbandriss im linken Knie zu und fällt für mehrere Monate aus.
Seit Sommer 2025 steht Pérez de Vargas in Deutschland in der Bundesliga beim THW Kiel unter Vertrag, die Kieler verpflichteten ihn bis 2029.
| Saison                                                                   | Liga           | Verein                  | Spiele | Paraden | Tore | Anmerkungen |
| ------------------------------------------------------------------------ | -------------- | ----------------------- | ------ | ------- | ---- | --- |
| 2008/2009                                                                | Liga Asobal    | FC Barcelona            | 01     | 0       | 0    | Ligadebüt am 19. September 2009                                                                                             |
| 2009/2010                                                                | Liga Asobal    | FC Barcelona            | 09     | 0       | 0    | |
| 2010/2011                                                                | Liga Asobal    | FC Barcelona            | 10     | 0       | 0    | |
| 2011/2012                                                                | Liga Asobal    | BM Granollers           | 24     | 0       | 01   | |
| 2012/2013                                                                | Liga Asobal    | BM Granollers           | 29     | 0       | 0    | |
| 2013/2014                                                                | Division 1     | Fenix Toulouse Handball | 26     | 299     | 01   | bester Torwart der französischen Liga                                                                                       |
| 2014/2015                                                                | Liga Asobal    | FC Barcelona            | 30     | 331     | 01   | bester Torwart der Liga Asobal                                                                                              |
| 2015/2016                                                                | Liga Asobal    | FC Barcelona            | 30     | 246     | 0    | |
| 2016/2017                                                                | Liga Asobal    | FC Barcelona            | 28     | 242     | 01   | MVP Asobal, bester Torwart der Liga Asobal                                                                                  |
| 2017/2018                                                                | Liga Asobal    | FC Barcelona            | 29     | 209     | 10   | bester Torwart der Liga Asobal                                                                                              |
| 2018/2019                                                                | Liga Asobal    | FC Barcelona            | 29     | 191     | 0    | bester Torwart der Liga Asobal                                                                                              |
| 2019/2020                                                                | Liga Asobal    | FC Barcelona            | 19     | 145     | 01   | bester Torwart der Liga Asobal Die Saison wurde nach dem 19. Spieltag aufgrund der COVID-19-Pandemie vorzeitig abgebrochen. |
| 2020/2021                                                                | Liga Asobal    | FC Barcelona            | 31     | 235     | 03   | |
| 2021/2022                                                                | Liga Asobal    | FC Barcelona            | 29     | 198     | 02   | |
| 2022/2023                                                                | Liga Asobal    | FC Barcelona            | 29     | 222     | 04   | MVP Asobal |
| 2023/2024                                                                | Liga Plenitude | FC Barcelona            | 28     | 279     | 06   | |
| 2024/2025                                                                | Liga Plenitude | FC Barcelona            | 15     | 141     | 03   | Pérez de Vargas verletzte sich am 17. Spieltag schwer und fällt wahrscheinlich für den Rest der Saison aus.                 |
| Stand: 1. Juli 2025. Quellen: Asobal (asobal.es), Starligue (www.lnh.fr) |                |                         |        |         |      | |

Mit den Mannschaften aus Barcelona und Granollers nahm Pérez de Vargas an den europäischen Vereinswettbewerben EHF Champions League und EHF-Pokal teil.

## Auswahlmannschaften
Pérez de Vargas stand erstmals am 18. Februar 2007 für eine spanische Auswahl der RFEBM im Aufgebot. Mit der Jugendauswahl Spaniens spielte er bei der U-18-Europameisterschaft 2008 und absolvierte bis November 2008 insgesamt 39 Länderspiele.
Ab November 2008 stand er im Aufgebot der spanischen Juniorennationalmannschaft. Mit ihr nahm er an der U-21-Weltmeisterschaft 2009 und der U-20-Europameisterschaft 2010 teil. Bis Juli 2011 bestritt er 57 Partien für diese Auswahl.
In der spanischen Nationalmannschaft debütierte Pérez de Vargas am 1. November 2012 beim 34:20-Sieg über Portugal. Er bestritt sein erstes großes Turnier bei der Europameisterschaft 2014, bei der er die Bronzemedaille gewann. 2018 wurde er mit der spanischen Mannschaft Europameister. Im letzten Hauptrundenspiel verletzte er sich und wurde ersetzt. Zwei Jahre später verteidigte er den Europameisterschaftstitel und wurde zusätzlich in das All-Star-Team gewählt. Mit der spanischen Auswahl gewann er 2021 bei den Olympischen Spielen in Tokio Bronze. Bei der Europameisterschaft 2022 gewann er mit Spanien die Silbermedaille, er bestritt alle neun Spiele, parierte 33 % der Würfe und warf ein Tor. Mit der spanischen Auswahl zur Weltmeisterschaft 2023 gewann er die Bronzemedaille, ebenso mit der spanischen Olympiamannschaft 2024. Er gehörte zum spanischen Aufgebot zur Weltmeisterschaft 2025.

## Erfolge und Auszeichnungen
Verein

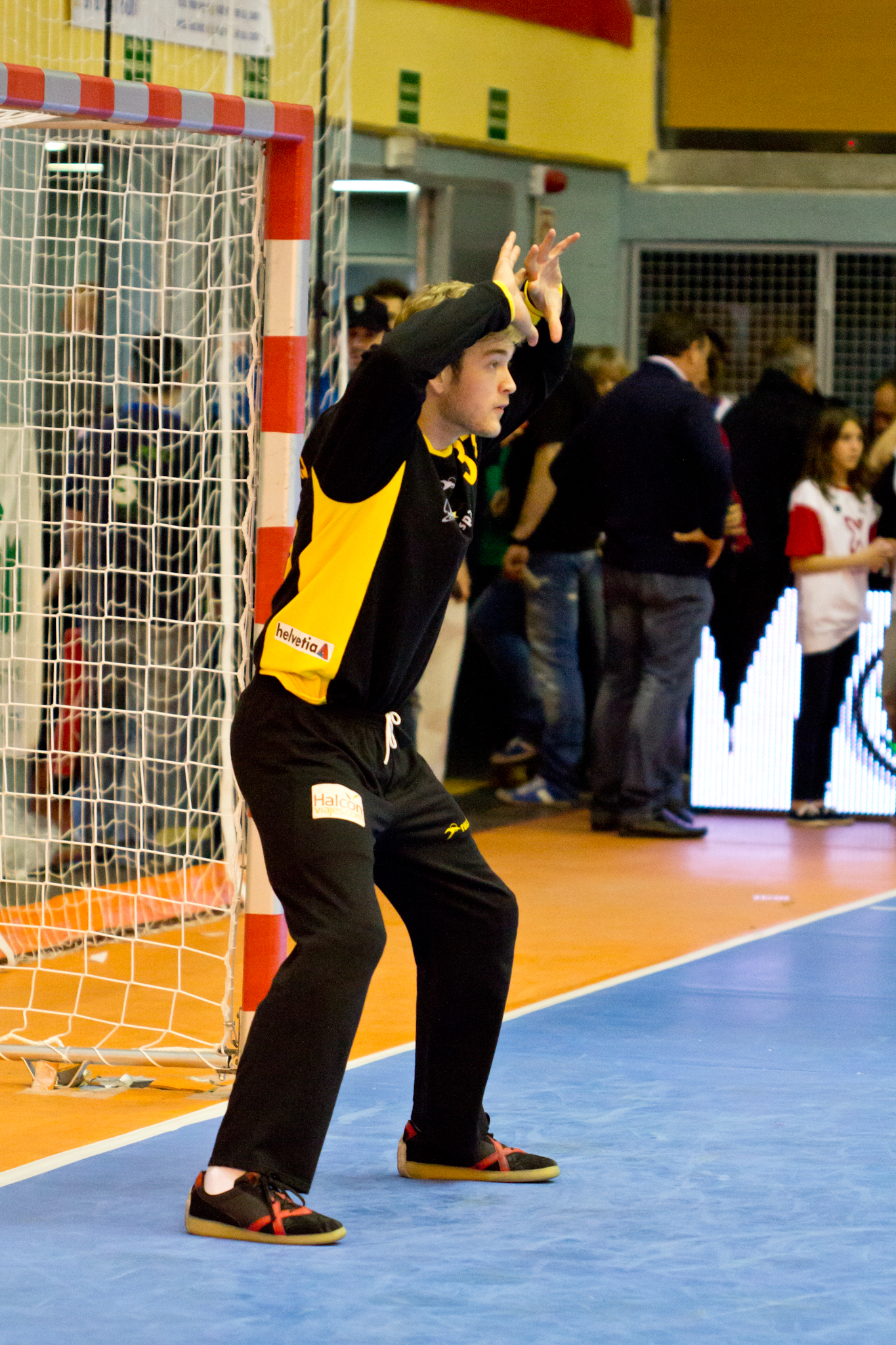
Gonzalo Pérez de Vargas (2013)

- 11 × Spanischer Meister: 2010/2011, 2014/2015, 2015/2016, 2016/2017, 2017/2018, 2018/2019, 2019/2020, 2020/2021, 2021/2022, 2022/2023, 2023/2024[2]
- 11 × Copa del Rey: 2009/2010, 2014/2015–2023/2024[2]
- 10 × Copa Asobal: 2008/2009, 2013/2014–2022/2023[2]
- 2 × Copa de España: 2023/2024,[2] 2024/2025[22]
- 9 × Supercopa de España: 2009/2010, 2014/2015–2021/2022[2]
- 3 × Supercopa Ibérica: 2022/2023, 2023/2024 und 2024/2025[2]
- 2 × Pyrenäen-Liga: 2010 und 2011
- 11 × Katalanischer Supercup: 2014–2025
- 5 × EHF Champions League: 2010/2011, 2014/2015, 2020/2021, 2021/2022, 2023/2024[2]
- 4 × IHF-Klubweltmeisterschaft: 2014/2015,[23] 2016/2017, 2017/2018 und 2018/2019[2]
- 9 × All-Star-Team der Liga Asobal: 2015, 2017, 2018, 2019, 2020, 2021, 2022,[24] 2023,[12] und 2024[25]
- 2 × MVP Asobal: 2017[2] und 2023[12]
- 8 × bester Torwart der Liga Asobal: 2014/2015, 2016/2017, 2017/2018, 2018/2019, 2019/2020[2]
- 1 × bester Torwart der EHF Champions League: 2016/2017[2]
- 2 × bester Spieler der Copa del Rey: 2017/2018 und 2018/2019[2]
- 3 × bester Torwart der Supercopa de España: 2013/2014, 2016/2017, 2019[2]
- 1 × bester Torwart der französischen Liga: 2013/2014[2]

Nationalmannschaft
- Europameisterschaften:
  - 2 × Europameister (2018 und 2020)
  - 2 × Silbermedaille (2016 und 2022)
  - 1 × Bronzemedaille (2014)
  - Bester Torhüter der U18-Europameisterschaft 2008
- Olympia:
  - 1 × Bronzemedaille (2020 (2021))
- Weltmeisterschaften:
  - 2 × Bronzemedaille (2021 und 2023)

## IHF-Athletenkommission
Im August 2024 wurde Gonzalo Pérez de Vargas zum Mitglied und vorläufigen Präsidenten der IHF-Athletenkommission gewählt.